# Musikkapelle Garmisch

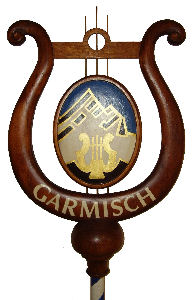
Logo der Musikkapelle Garmisch

Die Musikkapelle Garmisch ist eine der beiden Orts-Musikkapellen aus Garmisch-Partenkirchen. Sie ist ein eingetragener Verein mit Sitz in Garmisch-Partenkirchen.
Die Kapelle umfasst derzeit 92 aktive, passive und fördernde Mitglieder und wird seit 2023 von Musikmeister Josef „Peppi“ Ostler musikalisch geleitet.

## Geschichte
Die Ursprünge der Kapelle gehen laut ersten Aufzeichnungen auf das Jahr 1796 zurück. Das Ensemble war bei den Olympischen Winterspielen 1936 tätig: Unter den Klängen der Musikkapelle wurden die Mannschaften der teilnehmenden Nationen am Bahnhof Garmisch-Partenkirchen empfangen. Auch bei der Eröffnungsfeier und bei einigen Siegerehrungen war die Kapelle dabei.

## Diskografie
- Blasmusik zwischen Alpspitze und Zugspitze, MC/CD, 1994
- Blasmusikklänge unter der Alpspitze, MC/CD, 2000
- Jubiläumskonzert – 222 Jahre Musikkapelle Garmisch e.V., CD, 2018